# Будинок, де народився М. І. Кибальчич
Будинок, де народився М. І. Кибальчич — пам'ятка історії національного значення в Коропі (Чернігівська область, Україна). Наразі тут розміщено Коропський меморіальний музей М. І. Кибальчича.

## Історія
Пам'ятка згадується в Постанові Кабінету Міністрів України від 27.12.2001 № 1761 «Про занесення пам'яток історії, монументального мистецтва та археології національного значення до Державного реєстру нерухомих пам'яток України».
Постановою Кабінету Міністрів України від 03.09.2009 № 928 "Про занесення об'єктів культурної спадщини національного значення до Державного реєстру нерухомих пам'яток України" присвоєно статус пам'ятка історії національного значення з охоронним № 250013-Н під назвою Будинок, де народився революціонер-народоволець, винахідник М. І. Кибальчич. Ця постанова анулювала попередні: постанову Ради Міністрів УРСР від 21.07.1965 № 711, постанови Кабінету Міністрів України від 28.10.1996 № 1421 та від 27.12.2001 № 1761.

## Опис
Будинок споруджено в середині XIX століття. У ньому народився і протягом 1853—1859 років жив майбутній революціонер і винахідник Микола Кибальчич, а також пізніше не раз бував під час канікул. Одноповерховий, дерев'яний на цегляному фундаменті будинок, з ґанком біля єдиного входу. Складався з 5 кімнат, кухні, передпокою та коридору. До жовтня 1917 року в будинку жила сім'я М. І. Кибальчича, після використовували інші приватні власники.  
1959 року на фасаді будинку встановлено меморіальну мармурову дошку з написом: "У цьому будинку 31 жовтня 1853 року народився революціонер-народоволець, винахідник Микола Іванович Кибальчич".
1959 року Чернігівська обласна рада депутатів трудящих ухвалила рішення про відкриття музею. 20 січня 1960 року в будинку відкрито Коропський меморіальний музей М. І. Кибальчича. Експозиція до кінця 1988 року мала 4 розділи, кожному з яких відводилася окрема кімната. У першій кімнаті були матеріали, що розповідають про дитячі та юнацькі роки М. І. Кибальчича, про навчання в Петербурзі і початок революційної діяльності. Експозиція другої кімнати розповідала про його участь у народницькому русі, третя кімната — про Миколу Кибальчича, як про вченого і винахідника першого в світі реактивного літального апарата. У четвертій кімнаті — експонати про освоєння космосу. Наприкінці 1988 року проведено реконструкцію будинку, внаслідок якої створено дві експозиційні зали. У першій розміщено три розділи експозиції, присвячені Миколі Кибальчичу, у другій — четвертий, присвячений космонавтиці.